# Райстер, Юлиан
Юлиан Райстер (нем. Julian Reister; родился 2 апреля 1986 года в Гамбурге, ФРГ) — немецкий теннисист.

## Общая информация
Юлиан — один из двух сыновей Сильвии и Юргена Райстеров; его брата зовут Беньямин.
Немец впервые пришёл в теннис в пять лет (вместе с отцом); любимое покрытие — грунт; лучший удар — форхенд.

## Спортивная карьера
Профессиональную карьеру Юлиан начал в 2005 году. В том же году в парном разряде выиграл первые два турнира серии «фьючерс». В октябре 2006 года квалифицировался на первый турнир ATP-тура. Произошло это в Базеле, где Райстер в первом раунде уступил Гильермо Гарсие-Лопесу. Ровно через год ему удалось опять пробиться в основную сетку турнира в Базеле. В феврале 2009 года после восьми поражений в финалах на «фьючерсах» и одном «челленджере» ему наконец-то удалось завоевать титул в одиночном разряде на «фьючерсе» в Германии. В январе 2010 года пробивается через квалификацию на турнир ATP-тура в Брисбене.
Настоящий прорыв случается с немецким теннисистом в мае 2010 года, когда он смог пройти три раунда квалификации и попасть на дебютный для себя турнир серии Большого шлема Открытый чемпионат Франции. Райстер не стал останавливаться выходом в основу и смог выиграть два матча на турнире. В первом раунде он победил сеянного испанца Фелисиано Лопеса, а во втором бельгийца Оливье Рохуса, при этом не проиграв своим соперником ни одного сета. В третьем раунде он впервые в карьере встретился с № 1 мирового рейтинга Роджером Федерером и проиграл ему 4-6, 0-6, 4-6. Также через квалификацию ему удается через месяц попасть и на Уимблдонский турнир, где он вышел во второй раунд. В июле ему удается выиграть двух теннисистов из Топ-100 и выйти в третий раунд на турнире в Гамбурге.
В апреле 2011 года Юлиан выиграл дебютный титул на турнирах серии «челленджер» в Монце. Эта победа позволила немецкому теннисисту впервые войти в первую сотню мирового рейтинга. На Открытом чемпионате Франции ему не удалось пройти как в прошлом году, на старте турнира Райстер уступил № 15 в мире Виктору Троицки. На Уимблдоне так же в первом раунде он уступил Давиду Налбандяну. В июле в Гамбурге ему удается выиграть у Дениса Истомина и Гильермо Гарсии-Лопеса и как и год назад выйти в третий раунд. После этого турнира не выступал в течение трёх месяцев, вернувшись к соревнованием в конце октября.
Сезон 2012 года начал только в июне, пропустив большую часть соревнований. В январе 2013 года впервые пробился на Открытый чемпионат Австралии, но выбыл уже в первом раунде. В феврале, пройдя квалификационный отбор, сыграл на турнире в Буэнос-Айресе и впервые вышел в четвертьфинал на соревнованиях ассоциации. В апреле ему удается выиграть «челленджер» в Риме. На Открытом чемпионате Франции, куда он вновь пробивался через квалификацию, Райстер уступил в первом раунде аргентинцу Федерико Дельбонису 7-6(2), 1-6, 0-6, 4-6. Затем в июне он выиграл «челленджер» в Блуа. На Уимблдонском турнире, куда Юлиан из-за низкого рейтинга также пробирался через квалификацию, сумел обыграть Лукаша Росола 6-3, 4-6, 7-6(5), 6-7(4), 6-4, где в свою очередь уступил Юргену Мельцеру 6-3, 6-7(2), 6-7(5), 2-6. В сентябре он выиграл «челленджер» в Трнаве и вернулся в Топ-100 мирового рейтинга. По итогу самый успешный в своей карьере сезон 2013 года Райстер завершил на 86-й строчке.
Начало следующего сезона ему не задалось. С января по март 2014 года он проиграл стартовые матчи на семи турнирах подряд (в том числе и на Открытом чемпионате Австралии) и вылетел из первой сотни в рейтинге. В мае он смог выиграть «челленджер» в Риме. В июне на Уимблдонском турнире прошёл во второй раунд. В июле последний раз вышел на корт и вернулся на него ненадолго в феврале 2015 года, сыграв два матча на турнире серии «челленджер». Следующий матч он сыграл в мае в квалификации Открытого чемпиона Франции, но уступил его.

## Рейтинг на конец года
| Год  | Одиночный рейтинг | Парный рейтинг |
| 2014 | 184               | 1 050          |
| 2013 | 86                |                |
| 2012 | 296               |                |
| 2011 | 231               | 690            |
| 2010 | 114               | 455            |
| 2009 | 173               | 994            |
| 2008 | 282               | 896            |
| 2007 | 307               | 706            |
| 2006 | 327               | 498            |
| 2005 | 767               | 820            |
| 2004 | 1 047             | 1 760          |

## Выступления на турнирах

### Финалы челленджеров и фьючерсов в одиночном разряде (22)

#### Победы (6)
| Условные обозначения |
| Челленджеры (5)      |
| Фьючерсы (1+5)       |

| Титулы по покрытиям | Титулы по месту проведения матчей турнира |
| ------------------- | ----------------------------------------- |
| Хард (0)            | Зал (1)                                   |
| Грунт (5+5)         | Зал (1)                                   |
| Трава (0)           | Открытый воздух (5+5)                     |
| Ковёр (1)           | Открытый воздух (5+5)                     |

| №  | Дата             | Турнир           | Покрытие | Соперник в финале     | Счёт              |
| 1. | 8 февраля 2009   | Нуслох, Германия | Ковёр(i) | Джонатан Маррей       | 6-2 7-6(3)        |
| 2. | 10 апреля 2011   | Монца, Италия    | Грунт    | Алессио ди Мауро      | 2-6 6-3 6-3       |
| 3. | 21 апреля 2013   | Рим, Италия      | Грунт    | Гильермо Гарсия-Лопес | 4-6 6-3 6-2       |
| 4. | 16 июня 2013     | Блуа, Франция    | Грунт    | Душан Лайович         | 6-1 6-7(3) 7-6(2) |
| 4. | 22 сентября 2013 | Трнава, Словакия | Грунт    | Адриан Унгур          | 7-6(3) 6-3        |
| 5. | 11 мая 2014      | Рим, Италия      | Грунт    | Пабло Куэвас          | 6-3 6-2           |

#### Поражения (16)
| №   | Дата             | Турнир                          | Покрытие | Соперник в финале     | Счёт           |
| 1.  | 17 июля 2005     | Дюссельдорф, Германия           | Грунт    | Якуб Адактуссон       | 6-4 2-6 5-7    |
| 2.  | 30 апреля 2006   | Падуя, Италия                   | Грунт    | Даниэле Джорджини     | 7-5 1-6 1-6    |
| 3.  | 4 июня 2006      | Краков, Польша                  | Грунт    | Тимо Ниеминен         | 6-2 3-6 1-6    |
| 4.  | 1 июля 2007      | Бреда, Нидерланды               | Грунт    | Клинтон Томсон        | 6-3 6-7(3) 3-6 |
| 5.  | 8 июля 2007      | Кассель, Германия               | Грунт    | Николас Тодеро        | 4-6 6-3 3-6    |
| 6.  | 26 августа 2007  | Вальштедт, Германия             | Грунт    | Андреас Бек           | 7-5 2-6 2-6    |
| 7.  | 7 сентября 2008  | Кемптен, Германия               | Грунт    | Адриан Гарсия         | 2-6 7-5 3-6    |
| 8.  | 28 сентября 2008 | Трнава, Словакия                | Грунт    | Альберто Мартин       | 2-6 0-6        |
| 9.  | 25 января 2009   | Карст, Германия                 | Ковёр(i) | Бастиан Книттель      | 2-6 4-6        |
| 10. | 25 апреля 2009   | Падуя, Италия                   | Грунт    | Кристиан Вильягран    | 6-1 6-7(5) 0-6 |
| 11. | 28 июня 2009     | Констанца, Румыния              | Грунт    | Блаж Кавчич           | 6-3 3-6 4-6    |
| 12. | 20 сентября 2009 | Баня-Лука, Босния и Герцеговина | Грунт    | Даниэль Химено-Травер | 4-6 1-6        |
| 13. | 7 февраля 2010   | Казань, Россия                  | Хард(i)  | Михал Пшисенжний      | 6-7(5) 4-6     |
| 14. | 4 ноября 2012    | Монтевидео, Уругвай             | Грунт    | Орасио Себальос       | 3-6 2-6        |
| 15. | 3 ноября 2013    | Сеул, Южная Корея               | Хард     | Душан Лайович         | Без игры       |
| 16. | 4 мая 2014       | Тунис, Тунис                    | Грунт    | Симоне Болелли        | 4-6 2-6        |

### Финалы челленджеров и фьючерсов в парном разряде (8)

#### Победы (5)
| №  | Дата             | Турнир                | Покрытие | Партнёр       | Соперники в финале               | Счёт        |
| 1. | 11 сентября 2005 | Кемптен, Германия     | Грунт    | Джером Беккер | Дастин Браун Тобиас Кляйн        | 4-6 6-4 6-3 |
| 2. | 18 сентября 2005 | Фридберг, Германия    | Грунт    | Джером Беккер | Дастин Браун Тобиас Кляйн        | 6-4 6-3     |
| 3. | 6 августа 2006   | Ингольштадт, Германия | Грунт    | Тобиас Камке  | Михел Мейхер Анталь ван дер Дёйм | 3-6 6-2 6-0 |
| 4. | 20 августа 2006  | Вальштедт, Германия   | Грунт    | Карл Норберг  | Александр Ренар Эйне Тадо        | 7-5 6-3     |
| 5. | 26 августа 2007  | Вальштедт, Германия   | Грунт    | Тобиас Камке  | Руслан Чомаев Николай Соловьёв   | 6-2 6-0     |

#### Поражения (3)
| №  | Дата            | Турнир              | Покрытие | Партнёр         | Соперники в финале            | Счёт           |
| 1. | 12 марта 2006   | Лойггерн, Швейцария | Ковёр(i) | Джером Беккер   | Дастин Браун Тобиас Кляйн     | 6-4 3-6 6-7(2) |
| 2. | 24 августа 2008 | Вальштедт, Германия | Грунт    | Мартин Педерсен | Себастьян Ришик Дмитрий Ситак | 5-7 1-6        |
| 3. | 7 февраля 2010  | Казань, Россия      | Хард(i)  | Тобиас Камке    | Ян Мертль Юрий Щукин          | 2-6 4-6        |